# Bauherren-Schutzbund
Der Bauherren-Schutzbund e. V. (BSB) ist ein gemeinnütziger eingetragener Verein, der eine bundesweit unabhängige Beratung für private Bauherren, Wohnungskäufer und Modernisierer anbietet. Er ist Mitglied in der Verbraucherzentrale Bundesverband e. V. Der Sitz befindet sich in Berlin, wo sich auch die Geschäftsstelle befindet. Der Verein wurde im Jahr 1995 gegründet.

## Aufgaben
Der Verein berät Bauherren, die ein Eigenheim oder eine Eigentumswohnung erwerben, modernisieren oder sanieren möchten. Dazu verfügt der BSB über so genannte Bauherrenberater – selbstständig tätige Bauingenieure oder Architekten, die den Bauherren oder Erwerber gegen Entgelt beraten. Zur Klärung rechtlicher Fragestellungen und der Prüfung von Bau- und Kaufverträgen hat der BSB darüber hinaus Fachanwälte für Bau- und Architektenrecht verpflichtet.
Der Verein ist einer der 56 qualifizierten Verbraucherverbände in Deutschland, die eine Musterfeststellungsklage und Abhilfeklage, sowie Unterlassungsklage bei Verwendung von verbraucherfeindlichen Klauseln in Allgemeinen Geschäftsbedingungen (AGB) durchführen dürfen.

## Lobbyarbeit und Mitgliedschaften
Der Verein ist vom Deutschen Bundestag als offizieller Vertreter von Bürgerinteressen anerkannt. Er ist weiterhin im Beirat des Deutschen Baugerichtstages e. V. sowie über die vzbv im DIN-Verbraucherrat vertreten. Neben der Mitgliedschaft in der Verbraucherzentrale Bundesverband e. V. ist der BSB im Deutschen Verband für Wohnungswesen, Städtebau und Raumordnung e. V., im Institut für Bauforschung e. V., im Bundesverband Altbauerneuerung e. V. sowie im Verband der Vereine Creditreform e. V. aktiv.